# AS Dragons FC de l’Ouémé
Association Sportive Dragons FC de l’Ouémé – beniński klub piłkarski, grający w pierwszej lidze benińskiej, mający siedzibę  w mieście Porto-Novo.

## Stadion
Domowe mecze klub rozgrywa na stadionie o nazwie Stade Charles de Gaulle w Porto-Novo. Stadion może pomieścić 16872 widzów.

## Sukcesy
- Moovligue 1:

mistrzostwo (12): 1978, 1979, 1982, 1983, 1986, 1989, 1993, 1994, 1998, 1999, 2002, 2003
- Puchar Beninu:

zwycięstwo (6): 1984, 1985, 1986, 1990, 2006, 2011

## Występy w afrykańskich pucharach
| Sezon | Rozgrywki                 | Runda   | Kraj                     | Klub                    | Dom | Wyjazd | Dwumecz                 |
| ----- | ------------------------- | ------- | ------------------------ | ----------------------- | --- | ------ | ----------------------- |
| 1979  | Puchar Mistrzów           | 1       | Wybrzeże Kości Słoniowej | Africa Sports Abidżan   | 0–2 | 1–3    | 1–5                     |
| 1980  | Puchar Mistrzów           | 1       | Algieria                 | MP Algier               | 0–0 | 0–3    | 0–3                     |
| 1983  | Puchar Mistrzów           | 1       | Kamerun                  | Canon Jaunde            | 1–0 | 0–2    | 1–2                     |
| 1984  | Puchar Mistrzów           | wstępna |                          | US Wagadugu             | 3–1 | 2–0    | 5–1                     |
| 1984  | Puchar Mistrzów           | 1       | Mali                     | AS Real Bamako          | 2–0 | 2–2    | 4–2                     |
| 1984  | Puchar Mistrzów           | 2       | Maroko                   | Maghreb Fez             | 1–0 | 0–3    | 1–3                     |
| 1985  | Puchar Zdobywców Pucharów | wstępna | Gwinea Równikowa         | Atlético Malabo         | 8–0 | 2–1    | 10–1                    |
| 1985  | Puchar Zdobywców Pucharów | 1       | Zair                     | CS Imana                | 3–1 | 0–1    | 3–2                     |
| 1985  | Puchar Zdobywców Pucharów | 2       | Kamerun                  | Dihep di Nkam FC        | 1–0 | 1–2    | 2–2                     |
| 1985  | Puchar Zdobywców Pucharów | 1/4     | Egipt                    | Al-Ahly Kair            | 1–1 | 0–4    | 1–5                     |
| 1986  | Puchar Zdobywców Pucharów | 1       | Nigeria                  | Abiola Babes            | 2–0 | –      | -                       |
| 1987  | Puchar Zdobywców Pucharów | 1       | Gwinea                   | Olympique Kakandé       | 4–1 | 3–0    | 7–1                     |
| 1987  | Puchar Zdobywców Pucharów | 2       | Gabon                    | USM Libreville          | 1–0 | 0–1    | 1–1 (k. 4–2)            |
| 1987  | Puchar Zdobywców Pucharów | 1/4     | Burundi                  | Vital’O FC              | 2–0 | 0–1    | 2–1                     |
| 1987  | Puchar Zdobywców Pucharów | 1/2     | Kenia                    | Gor Mahia               | 0–0 | 2–3    | 2–3                     |
| 1988  | Puchar Zdobywców Pucharów | 1       | Wybrzeże Kości Słoniowej | ASC Bouaké              | –   | –      | walkower dla ASC Bouaké |
| 1990  | Puchar Mistrzów           | wstępna | Liberia                  | Mighty Barolle          | 0–0 | 0–3    | 0–3                     |
| 1991  | Puchar Zdobywców Pucharów | 1       | Nigeria                  | BCC Lions Gboko         | 2–0 | 0–3    | 2–3                     |
| 1992  | Puchar CAF                | 1       | Ghana                    | Real Tamale United      | 1–0 | 0–1    | 1–1 (k. 6–5)            |
| 1992  | Puchar CAF                | 2       | Gabon                    | ASMO Libreville         | 0–0 | 0–3    | 0–3                     |
| 1993  | Puchar Zdobywców Pucharów | 1       | Niger                    | Olympic FC de Niamey    | 4–0 | 2–2    | 6–2                     |
| 1993  | Puchar Zdobywców Pucharów | 2       | Algieria                 | JS Kabylie              | 3–0 | 0–4    | 3–4                     |
| 1994  | Puchar Mistrzów           | 1       | Kamerun                  | Racing Bafoussam        | –   | –      | walkower dla Racingu    |
| 1995  | Puchar Mistrzów           | 1       | Algieria                 | US Chaouia              | –   | –      | walkower dla US Chaouia |
| 1996  | Puchar CAF                | 1       | Wybrzeże Kości Słoniowej | SO Armée                | 0–1 | 0–2    | 0–3                     |
| 1997  | Puchar CAF                | wstępna | Togo                     | ASKO Kara               | –   | –      | walkower dla ASKO Kara  |
| 1998  | Puchar Zdobywców Pucharów | wstępna | Czad                     | Gazelle FC              | 4–1 | 2–2    | 6–3                     |
| 1998  | Puchar Zdobywców Pucharów | 1       | Nigeria                  | BCC Lions Gboko         | 3–0 | 0–3    | 3–3 (k. 3–4)            |
| 1998  | Puchar Zdobywców Pucharów | 2       | Wybrzeże Kości Słoniowej | Africa Sports Abidżan   | 0–3 | 1–3    | 1–6                     |
| 1999  | Puchar Mistrzów           | wstępna | Burkina Faso             | USFA Wagadugu           | 1–0 | 0–2    | 1–2                     |
| 2000  | Puchar Mistrzów           | wstępna | Gambia                   | Gambia Ports Authority  | 2–0 | 1–1    | 3–1                     |
| 2000  | Puchar Mistrzów           | 1       | Maroko                   | Raja Casablanca         | 2–2 | 1–3    | 3–5                     |
| 2003  | Puchar Mistrzów           | wstępna | Gambia                   | Wallidan FC             | 0–0 | 0–1    | 0–1                     |
| 2004  | Puchar Mistrzów           | wstępna | Togo                     | AS Douanes Lomé         | 1–1 | 0–0    | 1–1                     |
| 2007  | Puchar Konfederacji       | wstępna | Nigeria                  | Kwara United            | 0–1 | 0–2    | 0–3                     |
| 2012  | Puchar Konfederacji       | wstępna | Burkina Faso             | Étoile Filante Wagadugu | 1–0 | 0–2    | 1–2                     |

## Reprezentanci kraju grający w klubie od 1984
Stan na wrzesień 2016.
| - Jocelyn Adome - Guy Akpagba - Moudachirou Amadou - Rachad Chitou - Cédric Coréa - Thomas Djilan - Djamal Fassassi - Daniel Lanignan - Moussa Latoundji | - Ousmane Makarimi - Youssouf Nassirou - Mouritala Ogounbiyi - Jonas Okétola - Wassiou Oladipupo - Didier Sossa - Abédi Pelé - Bina Ajuwa - Peter Rufai |